# 黄平县
黄平县是中华人民共和国贵州省黔东南苗族侗族自治州下属的一个县。面积1668平方公里，2002年人口33万。苗族为主，通用苗语黔东方言。邮政编码556100，县政府驻新州镇。

## 行政区划

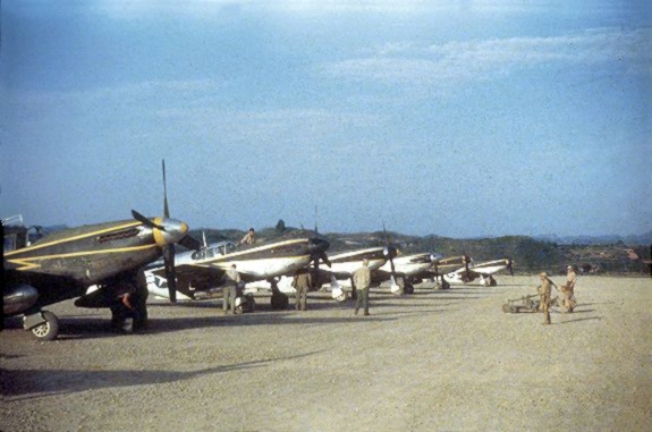
黄平县旧州机场是抗日戰爭時美國空軍第23d Fighter Group的第76th Fighter Squadron的基地，配備P-51戰機。攝於1945年6月

黄平县下辖8个镇、3个乡：
新州镇、旧州镇、重安镇、谷陇镇、平溪镇、野洞河镇、上塘镇、浪洞镇、一碗水乡、纸房乡和翁坪乡。

## 国家级非物质文化遗产代表性项目
- 苗族古歌